# 钩
钩俗称钩子，泛指任何有突出弯弧部分的工具或结构，通常为硬度强、剛度高的材料（比如金属）所制，主要功能是挂住其它物体并传递平行拉力。钩可能有带有尖锐的末端，可以用来刺穿其它物体表面达到钩挂的目的。有一些钩子还可能在末端还额外带有钩状的倒刺，以防止脱落。

## 用途
- 起重机和牵引车使用的吊钩
- 衣挂上的挂钩
- 裤子上的裤钩和带钩
- 门闩上使用的挂钩
- 缝纫时用的钩针
- 钓鱼时用的鱼钩
- 搬运工、渔夫和屠夫所用的刨钩
- 军队攀爬高处时常使用的抓钩
- 船锚
- 舰载飞机在降落时用来挂住阻拦索的着舰钩
- 现代火器枪械中的抽壳钩
- 钩，十八般兵器中的一种冷兵器。